# アドリアン・エッシュバッハー
- アドリアン・エッシュバッヒャー

アドリアン・エッシュバッハー（Adrian Äschbacher, 1912年5月10日 - 2002年11月9日）は、スイスのピアノ奏者。
ベルン州ランゲンタールの生まれ。作曲家だった父に音楽の手ほどきを受けた後、チューリッヒ音楽院でエミル・フレイ、フォルクマール・アンドレーエとパウル・ミュラーの薫陶を受けた。また、1929年から1931年までベルリンでアルトゥル・シュナーベルにも師事。1934年にヨーロッパ及び南米への演奏旅行でピアノ奏者としての名声を確立した。1965年から1978年までザールブリュッケン高等音楽院で教鞭をとった。
チューリッヒにて没。